# Campeonato colombiano 1952
El Campeonato colombiano 1952 fue el quinto torneo de la Categoría Primera A de fútbol profesional colombiano en la historia.

## Desarrollo
La novedad de este campeonato es la aparición del Deportivo Manizales como fusión del Deportes Caldas y Once Deportivo de la ciudad, siendo un nuevo antecesor del Once Caldas.
En este año comenzaron los problemas graves de los equipos que llevarían a varios de ellos a la quiebra y disolución, como el caso de Huracán de Medellín (desaparecido) e Independiente Medellín (en quiebra). por tal motivo el torneo solo contó con 15 equipos.
Millonarios volvió a ser campeón, siendo el primer bicampeón en la historia de la competición profesional. El argentino Alfredo Di Stéfano también repitió, siendo nuevamente el máximo anotador.

## Datos de los clubes
| Equipo                 | Departamento       | Ciudad       |
| ---------------------- | ------------------ | ------------ |
| América de Cali        | Valle del Cauca    | Cali         |
| Atlético Bucaramanga   | Santander          | Bucaramanga  |
| Atlético Nacional      | Antioquia          | Medellín     |
| Boca Juniors de Cali   | Valle del Cauca    | Cali         |
| Cúcuta Deportivo       | Norte de Santander | Cúcuta       |
| Deportes Quindío       | Caldas             | Armenia      |
| Deportivo Cali         | Valle del Cauca    | Cali         |
| Deportivo Manizales    | Caldas             | Manizales    |
| Deportivo Pereira      | Caldas             | Pereira      |
| Junior                 | Atlántico          | Barranquilla |
| Millonarios            | Bogotá, D. C.      | Bogotá       |
| Samarios               | Magdalena          | Santa Marta  |
| Independiente Santa Fe | Bogotá, D. C.      | Bogotá       |
| Sporting               | Atlántico          | Barranquilla |
| Universidad Nacional   | Bogotá, D. C.      | Bogotá       |

## Clasificación
| Pos. | Equipo               | Pts. | PJ | G  | E | P  | GF | GC | Dif. | Clasificación |
| ---- | -------------------- | ---- | -- | -- | - | -- | -- | -- | ---- | ------------- |
| 1    | Millonarios          | 46   | 28 | 20 | 6 | 2  | 70 | 13 | +57  | Campeón.      |
| 2    | Boca Juniors de Cali | 40   | 28 | 18 | 4 | 6  | 67 | 36 | +31  |               |
| 3    | Deportivo Pereira    | 37   | 28 | 16 | 5 | 7  | 50 | 44 | +6   |               |
| 4    | Deportivo Cali       | 35   | 28 | 15 | 5 | 8  | 69 | 41 | +28  |               |
| 5    | Deportes Quindío     | 35   | 28 | 14 | 7 | 7  | 67 | 43 | +24  |               |
| 6    | Junior               | 33   | 28 | 14 | 5 | 9  | 57 | 43 | +14  |               |
| 7    | América de Cali      | 33   | 28 | 13 | 7 | 8  | 49 | 35 | +14  |               |
| 8    | Cúcuta Deportivo     | 32   | 28 | 14 | 4 | 10 | 54 | 36 | +18  |               |
| 9    | Santa Fe             | 25   | 28 | 9  | 7 | 12 | 54 | 65 | −11  |               |
| 10   | Universidad Nacional | 24   | 28 | 9  | 6 | 13 | 52 | 54 | −2   |               |
| 11   | Deportivo Samarios   | 19   | 28 | 7  | 5 | 16 | 38 | 78 | −40  |               |
| 12   | Deportivo Manizales  | 18   | 28 | 7  | 4 | 17 | 38 | 60 | −22  |               |
| 13   | Atlético Nacional    | 17   | 28 | 5  | 7 | 16 | 38 | 69 | −31  |               |
| 14   | Sporting             | 16   | 28 | 7  | 2 | 19 | 33 | 66 | −33  |               |
| 15   | Atlético Bucaramanga | 10   | 28 | 2  | 6 | 20 | 32 | 85 | −53  |               |

 Fuente: Rsssf

## Resultados
|                                 | PRIMERA FECHA                 |     |                        |
|                                 | Independiente Santa Fe        | 2:1 | Sporting FC            |
|                                 | América de Cali               | 1:1 | Millonarios            |
|                                 | Atlético Junior               | 3:1 | Atlético Nacional      |
|                                 | Cúcuta Deportivo              | 1:2 | Deportivo Pereira      |
|                                 | Deportivo Manizales           | 4:1 | Boca Juniors de Cali   |
|                                 | Universidad Nacional          | 4:4 | Atlético Quindío       |
|                                 | Deportivo Samarios            | 2:1 | Deportivo Cali         |
|                                 | DESCANSA Bucaramanga          |     |                        |
|                                 |                               |     |                        |
|                                 | SEGUNDA FECHA                 |     |                        |
|                                 | Millonarios                   | 5:1 | Deportivo Manizales    |
|                                 | Deportivo Cali                | 5:3 | Atlético Junior        |
|                                 | Sporting FC                   | 1:1 | América de Cali        |
|                                 | Atlético Quindío              | 2:1 | Independiente Santa Fe |
|                                 | Cúcuta Deportivo              | 3:2 | Universidad Nacional   |
|                                 | Atlético Nacional             | 1:1 | Deportivo Pereira      |
|                                 | Bucaramanga                   | 2:2 | Deportivo Samarios     |
|                                 | DESCANSA Boca Juniors de Cali |     |                        |
|                                 |                               |     |                        |
|                                 | TERCERA FECHA                 |     |                        |
|                                 | Universidad Nacional          | 0:0 | Atlético Nacional      |
|                                 | Boca Juniors de Cali          | 0:2 | Millonarios            |
|                                 | Independiente Santa Fe        | 1:1 | Cúcuta Deportivo       |
|                                 | América de Cali               | 0:2 | Atlético Quindío       |
|                                 | Atlético Junior               | 4:2 | Bucaramanga            |
|                                 | Deportivo Pereira             | 2:5 | Deportivo Cali’’       |
|                                 | Deportivo Manizales           | 1:0 | Sporting FC            |
|                                 | DESCANSA Deportivo Samarios   |     |                        |
|                                 |                               |     |                        |
|                                 | CUARTA FECHA                  |     |                        |
|                                 | Independiente Santa Fe        | 5:2 | Atlético Nacional      |
|                                 | Deportivo Cali                | 1:0 | Universidad Nacional   |
|                                 | Sporting FC                   | 0:1 | Boca Juniors de Cali   |
|                                 | Atlético Quindío              | 3:1 | Deportivo Manizales    |
|                                 | Cúcuta Deportivo              | 3:0 | América de Cali        |
|                                 | Bucaramanga                   | 0:2 | Deportivo Pereira      |
|                                 | Deportivo Samarios            | 2:1 | Atlético Junior        |
|                                 | DESCANSA Millonarios          |     |                        |
|                                 |                               |     |                        |
|                                 | QUINTA FECHA                  |     |                        |
|                                 | Universidad Nacional          | 4:0 | Independiente Santa Fe |
|                                 | Boca Juniors de Cali          | 0:2 | Deportivo Samarios     |
|                                 | Millonarios                   | 4:0 | Bucaramanga            |
|                                 | Deportivo Cali                | 3:0 | Sporting FC            |
|                                 | Atlético Junior               | 4:0 | Deportivo Manizales    |
|                                 | Deportivo Pereira             | 0:0 | América de Cali        |
|                                 | Atlético Nacional             | 0:1 | Atlético Quindío       |
|                                 | DESCANSA Cúcuta Deportivo     |     |                        |
|                                 |                               |     |                        |
|                                 | SEXTA FECHA                   |     |                        |
|                                 | Millonarios                   | 0:0 | Atlético Quindío       |
|                                 | Deportivo Cali                | 2:2 | América de Cali        |
|                                 | Deportivo Pereira             | 2:1 | Atlético Junior        |
|                                 | Cúcuta Deportivo              | 1:2 | Boca Juniors de Cali   |
|                                 | Deportivo Manizales           | 1:2 | Atlético Nacional      |
|                                 | Deportivo Samarios            | 0:3 | Universidad Nacional   |
|                                 | Bucaramanga                   | 1:3 | Independiente Santa Fe |
|                                 | DESCANSA Sporting FC          |     |                        |
|                                 |                               |     |                        |
|                                 | SEPTIMA FECHA                 |     |                        |
|                                 | Boca Juniors de Cali          | 2:0 | Bucaramanga            |
|                                 | Millonarios                   | 2:1 | Deportivo Cali’’       |
|                                 | Sporting FC                   | 3:1 | Atlético Nacional      |
|                                 | América de Cali               | 0:0 | Atlético Junior        |
|                                 | Cúcuta Deportivo              | 4:1 | Atlético Quindío       |
|                                 | Deportivo Pereira             | 2:0 | Independiente Santa Fe |
|                                 | Deportivo Manizales           | 4:1 | Deportivo Samarios     |
|                                 | DESCANSA Universidad Nacional |     |                        |
|                                 |                               |     |                        |
|                                 | OCTAVA FECHA                  |     |                        |
|                                 | Atlético Nacional             | 0:2 | Millonarios            |
|                                 | Boca Juniors de Cali          | 1:3 | Deportivo Cali’’       |
|                                 | América de Cali               | 1:1 | Deportivo Samarios     |
|                                 | Deportivo Manizales           | 4:1 | Bucaramanga            |
|                                 | Sporting FC                   | 0:4 | Cúcuta Deportivo       |
|                                 | Universidad Nacional          | 4:2 | Deportivo Pereira      |
|                                 | Independiente Santa Fe        | 4:2 | Atlético Junior        |
|                                 | DESCANSA Atlético Quindío     |     |                        |
|                                 |                               |     |                        |
|                                 | NOVENA FECHA                  |     |                        |
|                                 | Atlético Junior               | 1:1 | Universidad Nacional   |
|                                 | Deportivo Samarios            | 3:2 | Independiente Santa Fe |
|                                 | Millonarios                   | 4:0 | Cúcuta Deportivo       |
|                                 | Atlético Quindío              | 3:0 | Sporting FC            |
|                                 | Deportivo Cali’’              | 3:0 | Deportivo Manizales    |
|                                 | Bucaramanga                   | 0:1 | América de Cali        |
|                                 | Atlético Nacional             | 0:3 | Boca Juniors de Cali   |
|                                 | DESCANSA Deportivo Pereira    |     |                        |
|                                 |                               |     |                        |
| DECIMA FECHA                    |                               |     |                        |
| Independiente Santa Fe          | Independiente Santa Fe        | 0:6 | Millonarios            |
| América de Cali                 | América de Cali               | 2:3 | Boca Juniors de Cali   |
| Sporting FC                     | Sporting FC                   | 3:1 | Universidad Nacional   |
| Deportivo Pereira               | Deportivo Pereira             | 2:1 | Atlético Quindío       |
| Deportivo Samarios              | Deportivo Samarios            | 3:1 | Deportivo Manizales    |
| Bucaramanga                     | Bucaramanga                   | 1:3 | Deportivo Cali’’       |
| Cúcuta Deportivo                | Cúcuta Deportivo              | 3:1 | Atlético Junior        |
| DESCANSA Deportivo Manizales    |                               |     |                        |
|                                 |                               |     |                        |
| DECIMAPRIMERA FECHA             |                               |     |                        |
| Independiente Santa Fe          | Independiente Santa Fe        | 1:1 | Boca Juniors de Cali   |
| América de Cali                 | América de Cali               | 2:1 | Deportivo Manizales    |
| Atlético Junior                 | Atlético Junior               | 4:1 | Atlético Quindío       |
| Deportivo Pereira               | Deportivo Pereira             | 4:0 | Sporting FC            |
| Atlético Nacional               | Atlético Nacional             | 4:2 | Bucaramanga            |
| Universidad Nacional            | Universidad Nacional          | 0:1 | Millonarios            |
| Deportivo Samarios              | Deportivo Samarios            | 1:4 | Cúcuta Deportivo       |
| DESCANSA Deportivo Cali         |                               |     |                        |
|                                 |                               |     |                        |
| DECIMASEGUNDA FECHA             |                               |     |                        |
| Universidad Nacional            | Universidad Nacional          | 1:2 | Deportivo Manizales    |
| Boca Juniors de Cali            | Boca Juniors de Cali          | 0:1 | Deportivo Pereira      |
| Deportivo Cali                  | Deportivo Cali                | 3:2 | Cúcuta Deportivo       |
| Independiente Santa Fe          | Independiente Santa Fe        | 0:2 | América de Cali        |
| Atlético Junior                 | Atlético Junior               | 1:2 | Millonarios            |
| Atlético Quindío                | Atlético Quindío              | 6:1 | Bucaramanga            |
| Deportivo Samarios              | Deportivo Samarios            | 3:2 | Sporting FC            |
| DESCANSA Atlético Nacional      |                               |     |                        |
|                                 |                               |     |                        |
| DECIMATERCERA FECHA             |                               |     |                        |
| Universidad Nacional            | Universidad Nacional          | 2:4 | Boca Juniors de Cali   |
| Millonarios                     | Millonarios                   | 5:0 | Deportivo Pereira      |
| Deportivo Cali’’                | Deportivo Cali’’              | 6:2 | Atlético Nacional      |
| Sporting FC                     | Sporting FC                   | 1:2 | Atlético Junior        |
| Atlético Quindío                | Atlético Quindío              | 0:0 | Deportivo Samarios     |
| Cúcuta Deportivo                | Cúcuta Deportivo              | 5:1 | Bucaramanga            |
| Deportivo Manizales             | Deportivo Manizales           | 0:1 | Independiente Santa Fe |
| DESCANSA América de Cali        |                               |     |                        |
|                                 |                               |     |                        |
| DECIMACUARTA FECHA              |                               |     |                        |
| Independiente Santa Fe          | Independiente Santa Fe        | 0:4 | Deportivo Cali’’       |
| América de Cali                 | América de Cali               | 4:1 | Atlético Nacional      |
| Sporting FC                     | Sporting FC                   | 1:0 | Millonarios            |
| Atlético Quindío                | Atlético Quindío              | 2:2 | Boca Juniors de Cali   |
| Deportivo Manizales             | Deportivo Manizales           | 0:4 | Cúcuta Deportivo       |
| Bucaramanga                     | Bucaramanga                   | 2:1 | Universidad Nacional   |
| Deportivo Samarios              | Deportivo Samarios            | 0:1 | Deportivo Pereira      |
| DESCANSA Atlético Junior        |                               |     |                        |
|                                 |                               |     |                        |
| DECIMAQUINTA FECHA              |                               |     |                        |
| América de Cali                 | América de Cali               | 2:0 | Universidad Nacional   |
| Millonarios                     | Millonarios                   | 4:0 | Deportivo Samarios     |
| Bucaramanga                     | Bucaramanga                   | 2:1 | Sporting FC            |
| Atlético Quindío                | Atlético Quindío              | 2:0 | Deportivo Cali’’       |
| Atlético Junior                 | Atlético Junior               | 0:2 | Boca Juniors de Cali   |
| Deportivo Manizales             | Deportivo Manizales           | 1:1 | Deportivo Pereira      |
| Atlético Nacional               | Atlético Nacional             | 2:1 | Cúcuta Deportivo       |
| DESCANSA Independiente Santa Fe |                               |     |                        |
|                                 |                               |     |                        |
|                                 |                               |     |                        |

CAMPEONATO 1952 SEGUNDA VUELTA
|                                 | PRIMERA FECHA                 |      |                        |
|                                 | Sporting FC                   | 3:1  | Independiente Santa Fe |
|                                 | Millonarios                   | 1:0  | América de Cali        |
|                                 | Atlético Nacional             | 1:4  | Atlético Junior        |
|                                 | Deportivo Pereira             | 1:3  | Cúcuta Deportivo       |
|                                 | Boca Juniors de Cali          | 4:2  | Deportivo Manizales    |
|                                 | Atlético Quindío              | 4:3  | Universidad Nacional   |
|                                 | Deportivo Cali’’              | 4:1  | Deportivo Samarios     |
|                                 | DESCANSA Atlético Bucaramanga |      |                        |
|                                 |                               |      |                        |
|                                 | SEGUNDA FECHA                 |      |                        |
|                                 | Deportivo Manizales           | 0:3  | Millonarios            |
|                                 | Atlético Junior               | 2:0  | Deportivo Cali         |
|                                 | América de Cali               | 4:1  | Sporting FC            |
|                                 | Independiente Santa Fe        | 0:2  | Atlético Quindío       |
|                                 | Universidad Nacional          | 0:0  | Cúcuta Deportivo       |
|                                 | Deportivo Pereira             | 2:2  | Atlético Nacional      |
|                                 | Deportivo Samarios            | 1:0  | Bucaramanga            |
|                                 | DESCANSA Boca Juniors de Cali |      |                        |
|                                 |                               |      |                        |
|                                 | TERCERA FECHA                 |      |                        |
|                                 | Atlético Nacional             | 1:2  | Universidad Nacional   |
|                                 | Millonarios                   | 3:0  | Boca Juniors de Cali   |
|                                 | Cúcuta Deportivo              | 2:1  | Independiente Santa Fe |
|                                 | Atlético Quindío              | 3:2  | América de Cali        |
|                                 | Bucaramanga                   | 1:2  | Atlético Junior        |
|                                 | Deportivo Cali’’              | 2:2  | Deportivo Pereira      |
|                                 | Sporting FC                   | 2:4  | Deportivo Manizales    |
|                                 | DESCANSA Deportivo Samarios   |      |                        |
|                                 |                               |      |                        |
|                                 | CUARTA FECHA                  |      |                        |
|                                 | Atlético Nacional             | 2:2  | Independiente Santa Fe |
|                                 | Universidad Nacional          | 3:1  | Deportivo Cali         |
|                                 | Boca Juniors de Cali          | 7:1  | Sporting FC            |
|                                 | Deportivo Manizales           | 1:3  | Atlético Quindío       |
|                                 | América de Cali               | 2:0  | Cúcuta Deportivo       |
|                                 | Deportivo Pereira             | 3:2  | Bucaramanga            |
|                                 | Atlético Junior               | 3:2  | Deportivo Samarios     |
|                                 | DESCANSA Millonarios          |      |                        |
|                                 |                               |      |                        |
|                                 | QUINTA FECHA                  |      |                        |
|                                 | Independiente Santa Fe        | 3:5  | Universidad Nacional   |
|                                 | Deportivo Samarios            | 2:6  | Boca Juniors de Cali   |
|                                 | Bucaramanga                   | 1:7  | Millonarios            |
|                                 | Sporting FC                   | 2:1  | Deportivo Cali         |
|                                 | Deportivo Manizales           | 1:1  | Atlético Junior        |
|                                 | América de Cali               | 3:2  | Deportivo Pereira      |
|                                 | Atlético Quindío              | 6:1  | Atlético Nacional      |
|                                 | DESCANSA Cúcuta Deportivo     |      |                        |
|                                 |                               |      |                        |
|                                 | SEXTA FECHA                   |      |                        |
|                                 | Atlético Quindío              | 0:1  | Millonarios            |
|                                 | América de Cali               | 1:1  | Deportivo Cali         |
|                                 | Atlético Junior               | 5:0  | Deportivo Pereira      |
|                                 | Boca Juniors de Cali          | 4:0  | Cúcuta Deportivo       |
|                                 | Atlético Nacional             | 2:0  | Deportivo Manizales    |
|                                 | Universidad Nacional          | 4:2  | Deportivo Samarios     |
|                                 | Independiente Santa Fe        | 4:3  | Bucaramanga            |
|                                 | DESCANSA Sporting FC          |      |                        |
|                                 |                               |      |                        |
|                                 | SEPTIMA FECHA                 |      |                        |
|                                 | Bucaramanga                   | 1:1  | Boca Juniors de Cali   |
|                                 | Deportivo Cali’’              | 1:1  | Millonarios            |
|                                 | Atlético Nacional             | 2:3  | Sporting FC            |
|                                 | Atlético Junior               | 3:1  | América de Cali        |
|                                 | Atlético Quindío              | 1:1  | Cúcuta Deportivo       |
|                                 | Independiente Santa Fe        | 4:2  | Deportivo Pereira      |
|                                 | Deportivo Samarios            | 3:1  | Deportivo Manizales    |
|                                 | DESCANSA Universidad Nacional |      |                        |
|                                 |                               |      |                        |
|                                 | OCTAVA FECHA                  |      |                        |
|                                 | Millonarios                   | 2:2  | Atlético Nacional      |
|                                 | Deportivo Cali’’              | 1:2  | Boca Juniors de Cali   |
|                                 | Deportivo Samarios            | 0:2  | América de Cali        |
|                                 | Bucaramanga                   | 2:2  | Deportivo Manizales    |
|                                 | Cúcuta Deportivo              | 4:0  | Sporting FC            |
|                                 | Deportivo Pereira             | 3:2  | Universidad Nacional   |
|                                 | Atlético Junior               | 3:1  | Independiente Santa Fe |
|                                 | DESCANSA Atlético Quindío     |      |                        |
|                                 |                               |      |                        |
|                                 | NOVENA FECHA                  |      |                        |
|                                 | Universidad Nacional          | 1:1  | Atlético Junior        |
|                                 | Independiente Santa Fe        | 3:3  | Deportivo Samarios     |
|                                 | Cúcuta Deportivo              | 0:2  | Millonarios            |
|                                 | Sporting FC                   | 1:1  | Atlético Quindío       |
|                                 | Deportivo Manizales           | 3:2  | Deportivo Cali’’       |
|                                 | América de Cali               | 2:0  | Bucaramanga            |
|                                 | Boca Juniors de Cali          | 3:0  | Atlético Nacional      |
|                                 | DESCANSA Deportivo Pereira    |      |                        |
|                                 |                               |      |                        |
| DECIMA FECHA                    |                               |      |                        |
| Millonarios                     | Millonarios                   | 1:1  | Independiente Santa Fe |
| Boca Juniors de Cali            | Boca Juniors de Cali          | 4:2  | América de Cali        |
| Universidad Nacional            | Universidad Nacional          | 4:0  | Sporting FC            |
| Atlético Quindío                | Atlético Quindío              | 0:5  | Deportivo Pereira      |
| Deportivo Manizales             | Deportivo Manizales           | 4:1  | Deportivo Samarios     |
| Deportivo Cali                  | Deportivo Cali                | 5:3  | Bucaramanga            |
| Atlético Junior                 | Atlético Junior               | 2:0  | Cúcuta Deportivo       |
| DESCANSA Deportivo Manizales    |                               |      |                        |
|                                 |                               |      |                        |
| DECIMAPRIMERA FECHA             |                               |      |                        |
| Boca Juniors de Cali            | Boca Juniors de Cali          | 2:2  | Independiente Santa Fe |
| Deportivo Manizales             | Deportivo Manizales           | 2:1  | América de Cali        |
| Atlético Quindío                | Atlético Quindío              | 1:1  | Atlético Junior        |
| Sporting FC                     | Sporting FC                   | 0:1  | Deportivo Pereira      |
| Bucaramanga                     | Bucaramanga                   | 2:2  | Atlético Nacional      |
| Millonarios                     | Millonarios                   | 3:0  | Universidad Nacional   |
| Cúcuta Deportivo                | Cúcuta Deportivo              | 2:0  | Deportivo Samarios     |
| DESCANSA Deportivo Cali         |                               |      |                        |
|                                 |                               |      |                        |
| DECIMASEGUNDA FECHA             |                               |      |                        |
| Deportivo Manizales             | Deportivo Manizales           | 1:2  | Universidad Nacional   |
| Deportivo Pereira               | Deportivo Pereira             | 2:1  | Boca Juniors de Cali   |
| Cúcuta Deportivo                | Cúcuta Deportivo              | 3:1  | Deportivo Cali         |
| América de Cali                 | América de Cali               | 5:1  | Independiente Santa Fe |
| Millonarios                     | Millonarios                   | 4:0  | Atlético Junior        |
| Bucaramanga                     | Bucaramanga                   | 2:6  | Atlético Quindío       |
| Sporting FC                     | Sporting FC                   | 3:1  | Deportivo Samarios     |
| DESCANSA Atlético Nacional      |                               |      |                        |
|                                 |                               |      |                        |
| DECIMATERCERA FECHA             |                               |      |                        |
| Boca Juniors de Cali            | Boca Juniors de Cali          | 2:0  | Universidad Nacional   |
| Deportivo Pereira               | Deportivo Pereira             | 2:2  | Millonarios            |
| Atlético Nacional               | Atlético Nacional             | 1:3  | Deportivo Cali’’       |
| Atlético Junior                 | Atlético Junior               | 2:1  | Sporting FC            |
| Deportivo Samarios              | Deportivo Samarios            | 1:11 | Atlético Quindío       |
| Bucaramanga                     | Bucaramanga                   | 1:1  | Cúcuta Deportivo       |
| Independiente Santa Fe          | Independiente Santa Fe        | 3:1  | Deportivo Manizales    |
| DESCANSA América de Cali        |                               |      |                        |
|                                 |                               |      |                        |
| DECIMACUARTA FECHA              |                               |      |                        |
| Deportivo Cali’’                | Deportivo Cali’’              | 2:2  | Independiente Santa Fe |
| Atlético Nacional               | Atlético Nacional             | 2:4  | América de Cali        |
| Millonarios                     | Millonarios                   | 3:1  | Sporting FC            |
| Boca Juniors de Cali            | Boca Juniors de Cali          | 2:0  | Atlético Quindío       |
| Cúcuta Deportivo                | Cúcuta Deportivo              | 2:0  | Deportivo Manizales    |
| Universidad Nacional            | Universidad Nacional          | 3:3  | Bucaramanga            |
| Deportivo Pereira               | Deportivo Pereira             | 3:1  | Deportivo Samarios     |
| DESCANSA Atlético Junior        |                               |      |                        |
|                                 |                               |      |                        |
| DECIMAQUINTA FECHA              |                               |      |                        |
| Universidad Nacional            | Universidad Nacional          | 1:0  | América de Cali        |
| Deportivo Samarios              | Deportivo Samarios            | 1:1  | Millonarios            |
| Sporting FC                     | Sporting FC                   | 4:0  | Bucaramanga            |
| Deportivo Cali’’                | Deportivo Cali’’              | 3:1  | Atlético Quindío       |
| Boca Juniors de Cali            | Boca Juniors de Cali          | 4:2  | Atlético Junior        |
| Deportivo Pereira               | Deportivo Pereira             | 2:1  | Deportivo Manizales    |
| Cúcuta Deportivo                | Cúcuta Deportivo              | 0:1  | Atlético Nacional      |
| DESCANSA Independiente Santa Fe |                               |      |                        |

| 1952                   | AME | BJC | BUC   | CAL | CUC | JUN | MAN | MIL | NAL | PER | QUI  | SAM | SFE | SPB | UNI |
| América de Cali        |     | 2:3 | 2:0   | 1:1 | 2:0 | 0:0 | 2:1 | 1:1 | 4:1 | 3:2 | 0:2  | 5:1 | 3:1 | 4:1 | 2:0 |
| Boca Juniors de Cali   | 4:2 |     | 2:0   | 1:3 | 4:0 | 4:2 | 4:2 | 0:2 | 3:0 | 0:1 | 2:0  | 3:0 | 2:2 | 7:1 | 2:0 |
| Atlético Bucaramanga   | 0:1 | 1:1 |       | 1:3 | 1:1 | 1:2 | 2:2 | 1:7 | 2:2 | 0:2 | 2:6  | 2:2 | 1:3 | 2:1 | 2:1 |
| Deportivo Cali         | 2:2 | 1:2 | 5:0   |     | 3:2 | 5:3 | 3:0 | 1:1 | 6:2 | 2:2 | 3:1  | 4:1 | 2:2 | 3:0 | 1:0 |
| Cúcuta Deportivo       | 3:0 | 1:2 | 5:1   | 3:1 |     | 3:1 | 2:0 | 0:2 | 0:1 | 1:2 | 4:1  | 2:0 | 2:1 | 4:0 | 3:2 |
| Junior                 | 3:1 | 0:2 | 4:2   | 2:0 | 2:0 |     | 4:0 | 1:2 | 3:1 | 5:0 | 4:1  | 3:2 | 3:1 | 2:1 | 1:1 |
| Deportivo Manizales    | 1:1 | 4:1 | 4:0   | 3:2 | 0:4 | 1:1 |     | 0:3 | 1:2 | 1:1 | 1:3  | 4:1 | 0:1 | 1:0 | 1:2 |
| Millonarios            | 1:0 | 3:0 | 4:0   | 2:1 | 4:0 | 4:0 | 5:1 |     | 2:2 | 5:0 | 0:0  | 4:0 | 1:1 | 3:1 | 3:0 |
| Atlético Nacional      | 2:4 | 0:3 | 4:2   | 1:3 | 2:1 | 1:4 | 2:0 | 0:2 |     | 1:1 | 0:1  | 2:2 | 2:2 | 2:3 | 1:2 |
| Pereira                | 0:0 | 2:1 | 3:2   | 2:5 | 1:3 | 1:0 | 2:1 | 1:0 | 2:2 |     | 2:1  | 3:1 | 2:0 | 4:0 | 3:2 |
| Deportes Quindío       | 3:2 | 2:2 | 6:1   | 2:0 | 1:1 | 1:1 | 3:1 | 0:1 | 6:1 | 0:5 |      | 0:0 | 2:1 | 3:0 | 4:3 |
| Samarios               | 0:2 | 2:6 | (1:0) | 2:1 | 1:4 | 2:1 | 3:1 | 1:1 | 2:1 | 0:1 | 1:11 |     | 4:2 | 3:2 | 0:3 |
| Independiente Santa Fe | 0:2 | 1:1 | 4:3   | 0:4 | 1:1 | 4:2 | 3:1 | 0:6 | 5:2 | 4:2 | 0:2  | 3:3 |     | 2:1 | 3:5 |
| Sporting               | 1:1 | 0:1 | 4:0   | 0:3 | 0:4 | 1:2 | 2:4 | 1:0 | 3:1 | 0:1 | 1:1  | 3:1 | 3:2 |     | 3:1 |
| Universidad Nacional   | 1:0 | 2:4 | 3:3   | 3:1 | 0:0 | 1:1 | 1:2 | 0:1 | 0:0 | 4:2 | 4:4  | 4:2 | 3:5 | 4:0 |     |

- (-) Partidos por W, Bucaramanga no quiso jugar por problemas en taquilla.

|                                 |
| Bandera de Colombia             |
| Campeón Millonarios 3.er título |

## Goleadores
| Jugador                  | Equipo                 | Goles |
| ------------------------ | ---------------------- | ----- |
| Alfredo Di Stéfano       | Millonarios            | 19    |
| Carlos Gambina           | Junior                 | 18    |
| Raúl Dimarco             | Junior                 | 17    |
| Mario Garelli            | Deportes Quindío       | 17    |
| Francisco Solano Patiño  | Boca Juniors de Cali   | 16    |
| Hermenegildo Antón       | Independiente Santa Fe | 16    |
| Jaime Gutiérrez          | Deportes Quindío       | 16    |
| Ramón Alberto Villaverde | Cúcuta Deportivo       | 16    |